# Anime sul mare
Anime sul mare (Souls at Sea) è un film avventuroso statunitense del 1937, diretto da Henry Hathaway e interpretato da Gary Cooper, Frances Dee e George Raft.
La pellicola, scritta e prodotta da Grover Jones in collaborazione con Dale Van Every da un soggetto di Ted Lesser, fu la risposta della Paramount Pictures al successo de La tragedia del Bounty dell'anno precedente.

## Trama
Nel 1842, subito dopo l'abolizione dello schiavismo da parte dell'Impero britannico, il comandante di vascello Michael "Nuggin" Taylor, un antischiavista, fa ritorno in Inghilterra dove viene arrestato insieme al suo socio, Powdah.
Avvicinato dai servizi segreti britannici per la sua esperienza di uomo di mare e per le sue conoscenze nel mondo della tratta degli schiavi, viene incaricato di una missione segreta per intercettare un grosso carico di schiavi in rotta verso l'America.
Il capitano accetterà l'incarico accompagnato dal suo amico e socio, ed entrambi, sotto mentite spoglie, si troveranno a raccogliere informazioni segrete a bordo della nave di negrieri William Brown dove incontreranno due splendide fanciulle, Margaret, sorella di un ufficiale coinvolto nel traffico, e Babsie.

## Produzione
Il film fu prodotto dalla Paramount Pictures (con il nome A Paramount Picture). Venne girato nel novembre 1936 nei Paramount Studios, al 5555 Melrose Avenue di Hollywood, Los Angeles.

## Distribuzione
Distribuito dalla Paramount Pictures, presentato da Adolph Zukor, il film fu proiettato in prima a New York il 9 agosto 1937.

## Riconoscimenti
Nomination all'Oscar nel 1937 per
- migliore scenografia
- migliore colonna sonora